# A döntőkben elhangzott dalok
A döntőkben elhangzott dalok è il primo album di studio della cantante pop-rock ungherese Magdolna Rúzsa, pubblicato il 6 giugno 2006.
Il CD ha venduto più di 70 000 copie in Ungheria ed è stato certificato triplo disco di platino. Da esso è stata estratta come singolo la canzone "Most élsz", che ha raggiunto la posizione #2 della classifica ufficiale ungherese. L'album contiene solo cover di canzoni di successo degli anni precedenti.

## Tracce
1. Meghalok, hogy ha rám nézel
2. Got My Mind Set on You
3. The Winner Takes It All
4. Végső vallomás
5. I Want To Break Free
6. Time Warp
7. Piece Of My Heart (feat. Dániel Torres)
8. When a Man Loves a Woman
9. Ederlezi
10. Fado Marujo
11. La Bamba
12. One Love
13. Cry Baby
14. Bring on the Night
15. Road Runner
16. May It Be
17. Most élsz
18. It Takes Two (feat. Ferenc Varga)

## Classifiche
| Classifica (2006) | Posizione massima |
| ----------------- | ----------------- |
| Ungheria          | 1                 |